# Bulolia excentrica
Bulolia excentrica là một loài nhện trong họ Salticidae.
Loài này thuộc chi Bulolia. Bulolia excentrica được Marek Żabka miêu tả năm 1996.